# Piotr Gierczak
Piotr Przemysław Gierczak (ur. 2 maja 1976 w Ostrowcu Świętokrzyskim) – polski piłkarz, występujący na pozycji napastnika lub pomocnika.

## Kariera
Wychowanek klubu KSZO Ostrowiec Świętokrzyski. W 1990 roku został wypatrzony przez skautów Gwarka Zabrze, tam Gierczak szlifował swoje umiejętności aż do sezonu 1993/94, kiedy przeniósł się do Polonii Bytom. Po dwóch sezonach podpisał kontrakt z Górnikiem Zabrze. Gierczak w pierwszym sezonie zdobył 2 bramki w 18 meczach, nie rozgrywał jednak spotkań w pełnym wymiarze czasowym. Na stadionie przy ulicy Roosevelta grał on aż do jesieni 2003, przenosząc się do Szczakowianki Jaworzno. Tam jednak, Gierczak, nie prezentował już tak dobrej formy jak wcześniej. Wiosną 2005 przeniósł się do GKS-u Bełchatów. Jesienią przeniósł się do Podbeskidzia Bielsko Biała, gdzie był rezerwowym. Rok 2006 spędził w Grecji w trzecioligowym klubie Diagoras Rodos. 15 grudnia 2006 podpisał półtoraroczny kontrakt z Górnikiem Zabrze. W sezonie 2008/2009 reprezentował barwy Odry Wodzisław Śląski, a następnie przeszedł do Ruchu Radzionków. W roku 2010 powrócił do Górnika Zabrze, podpisując roczną umowę z możliwością przedłużenia jej o kolejny rok. W „trójkolorowych” barwach Gierczak zagrał w 204 meczach ligowych zdobywając 42 bramek.
W trakcie kariery piłkarskiej dwukrotnie łamał nogi boiskowym rywalom: w 1999 roku złamał kość piszczelową Marcinowi Molce, natomiast w 2004 roku złamał nogę Piotrowi Mosórowi. Obaj piłkarze reprezentowali w momencie kontuzji Ruch Chorzów.
15 kwietnia 2025 roku po zwolnieniu Jana Urbana został pierwszym trenerem Górnika Zabrze.